# Festival de Viña del Mar 2015
Festival de Viña del Mar 2014 Festival de Viña del Mar 2016
Le Festival de Viña del Mar 2015 est la 56e édition annuelle du Festival international de la chanson de Viña del Mar.

## Développement
Artistes
- Alejandro Fernández
- Emmanuel
- Luis Fonsi
- Ricardo Arjona
- Nicole
- Pedro Aznar
- Reik
- Romeo Santos
- Vicentico
- Cat Stevens
- Yandel
- Nano Stern
- Noche de Brujas
- Cultura Profética (es)
- Oscar D'León

### 1renuit
- Date : 22 février 2015

Artistes
- Luis Fonsi
- Dinamita Show (humoristes)
- Yandel

### 2enuit
- Date : 23 février 2015

Artistes
- Ricardo Arjona
- Centella (humoriste)
- Reik

### 3enuit
- Date : 24 février 2015

Artistes
- Alejandro Fernández
- Huaso Filomeno (humoriste)
- Nicole
- Emmanuel

### 4enuit
- Date : 25 février 2015

Artistes
- Vicentico
- León Murillo (humoriste)
- Pedro Aznar
- Cultura Profética

### 5enuit
- Date : 26 février 2015

Artistes
- Romeo Santos
- Noche de Brujas

### 6enuit
- Date : 27 février 2015

Artistes
- Cat Stevens
- Arturo Ruiz-Tagle (humoriste)
- Nano Stern
- Oscar D'León

## Concours

### Jury
- Pedro Aznar
- Nicole
- Nano Stern
- Ignacio Gutiérrez
- Isidora Urrejola
- Alejandro Guarello
- Iván Núñez
- Maria Alejandra Requena
- Oscar D'León
- Nayade Jara

### Concours international
| Pays       | Langue   | Titre                            | Interprète       | Auteur et compositeur                    | Place |
| ---------- | -------- | -------------------------------- | ---------------- | ---------------------------------------- | ----- |
| Italie     | Italien  | «Per fortuna»                    | Michele Cortese  | Franco Simone                            | 1er   |
| Canada     | Anglais  | «Something beautiful»            | Lori Nuic        | Lori Nuic, Jeff Dalziel y Karen Kosowski | 2e    |
| Colombie   | Espagnol | «Baila conmigo»                  | Julián Díaz      | Andrés Upegui                            | 3e    |
| Chili      | Espagnol | «Boom chiqui boom»               | Arturo Domínguez | Arturo Domínguez y Antony Albert         | 4e    |
| Argentine  | Espagnol | «Mejor que te perdí»             | Laura Sky        | Dany Tomas y Daniel Reschigna            | 5e    |
| États-Unis | Anglais  | «Living your life for happiness» | Bobby Kimball    | Bobby Kimball y Tommy Demander           | 6e    |

- Meilleur interprète du concours international:  Michele Cortese

### Concours folklorique
| Pays      | Langue    | Titre                    | Interprète                  | Auteur et compositeur                     | Place |
| --------- | --------- | ------------------------ | --------------------------- | ----------------------------------------- | ----- |
| Chili     | Espagnol  | «La mejicana»            | Elizabeth Morris            | Elizabeth Morris                          | 1er   |
| Pérou     | Espagnol  | «Sonero de callejón»     | Álex Ramírez y Cosa Nuestra | Luis Alberto Manrique                     | 2e    |
| Colombie  | Espagnol  | «Llegar a Nueva York»    | Bendito Parche              | Luis Felipe Valencia y Alejandro Calderón | 3e    |
| Bolivie   | Espagnol  | «Morena»                 | Pasión Andina               | Nelzon Gutiérrez                          | 4e    |
| Brésil    | Portugais | «Forró no Canadá»        | Marco Castillo              | Marco Castillo                            | 5e    |
| Argentine | Espagnol  | «Cuyanito bien planta'o» | Ricardo Dimaría             | Ricardo Dimaría                           | 6e    |

- Meilleur interprète du concours folklorique:  Elizabeth Morris

## Rois du Festival

### Choisir de laReine du Festival
| #              | Pays           | Candidat          | Occupation                          | Participe à    | Chaîne         | Résultats         |
| -------------- | -------------- | ----------------- | ----------------------------------- | -------------- | -------------- | ----------------- |
| 1re            | Chili          | Jhendelyn Núñez   | Mannequin                           | Bienvenidos    | Canal 13       | 164 votes 63,81 % |
| 2e             | Chili          | Katherine Salosny | Animatrice de télévision et actrice | Mucho gusto    | Mega           | 59 votes 22,96%   |
| 3e             | Chili          | Daniella Chávez   | Mannequin                           | Intrusos       | La Red         | 27 votes 10,51%   |
| 4e             | Argentine      | Flavia Fucenecco  | Mannequin                           | Toc show       | UCV Télévision | 7 votes 2,72%     |
| Total de votes | Total de votes | Total de votes    | Total de votes                      | Total de votes | Total de votes | 257 votes 100%    |

## Diffusion internationale
| Pays                       | Télédiffuseur                 | Radiodiffuseur                 |
| -------------------------- | ----------------------------- | ------------------------------ |
| Chili                      | Chilevisión Chilevisión HD    | ADN Radio Chile Radio Pudahuel |
| Australie Nouvelle-Zélande | Chilevisión Internacional     |                                |
| Amérique latine            | HTV Turner Network Television |                                |
| Argentine                  |                               | Cadena 3                       |
| Bolivie                    | Unitel Bolivia                |                                |
| Colombie                   | Citytv (Colombie)             |                                |
| Équateur                   | Ecuador TV                    |                                |
| États-Unis                 | NBC Universo                  |                                |
| Guatemala                  | Azteca Guate                  |                                |
| Mexique                    | Televisa                      |                                |
| Panama                     | SERTV                         |                                |
| Porto Rico                 | WAPA-TV                       |                                |
| Vénézuela                  | TVes                          |                                |

### Sources
- (es) Cet article est partiellement ou en totalité issu de l’article de Wikipédia en espagnol intitulé « LVI Festival Internacional de la Canción de Viña del Mar » (voir la liste des auteurs).